# Halványhomlokú bagoly
A halványhomlokú bagoly (Aegolius harrisii) a madarak osztályának a bagolyalakúak (Strigiformes) rendjéhez és a bagolyfélék (Strigidae) családjához tartozó faj.

## Rendszerezése
A fajt John Cassin amerikai ornitológus írta le 1849-ben, a Nyctale nembe Nyctale harrisii néven. Tudományos nevét Edward Harris amerikai ornitológusról kapta.

## Alfajai
- Aegolius harrisii harrisii (Cassin, 1849) - Kolumbia, Venezuela, Ecuador és Peru
- Aegolius harrisii iheringi (Sharpe, 1899) - Paraguay, Brazília délkeleti része, Uruguay és Argentína északkeleti része
- Aegolius harrisii dabbenei (Olrog, 1979) - Bolívia nyugati része és Argentína északnyugati része [2]

## Előfordulása
Dél-Amerikában, Argentína, Bolívia, Brazília, Ecuador, Kolumbia, Paraguay, Peru, Uruguay és Venezuela területén honos. Természetes élőhelyei a szubtrópusi vagy trópusi síkvidéki esőerdők, száraz erdők, szavannák és cserjések, valamint másodlagos erdők. Állandó, nem vonuló faj.

## Megjelenése
Testhossza 21 centiméter, testtömege 104-150 gramm.
|  |

## Életmódja
Kisebb emlősökkel, madarakkal és rovarokkal táplálkozik.

## Természetvédelmi helyzete
Az elterjedési területe nagyon nagy, egyedszáma pedig stabil. A Természetvédelmi Világszövetség Vörös listáján nem fenyegetett fajként szerepel.